# Pagode de Chuông
 (juillet 2013).
Si vous disposez d'ouvrages ou d'articles de référence ou si vous connaissez des sites web de qualité traitant du thème abordé ici, merci de compléter l'article en donnant les références utiles à sa vérifiabilité et en les liant à la section « Notes et références ».
La pagode de Chuông (vietnamien : Chùa Chuông, Kim Chung Tự (Hán tự : 金鐘寺) est un temple bouddhiste situé au Viêt Nam, dans le village de Nhân Dục, dépendant du quartier de Hiến Nam administré par la ville de Hưng Yên (province de Hưng Yên).
Située dans la ville antique de Hiến, elle est considérée comme le bâtiment le plus beau de la ville. Elle a été construite au XVe siècle et rénovée en 1707.